# Chlamydoabsidia padenii
Chlamydoabsidia padenii är en svampart som beskrevs av Hesselt. & J.J. Ellis 1966. Chlamydoabsidia padenii ingår i släktet Chlamydoabsidia och familjen Cunninghamellaceae.   Inga underarter finns listade i Catalogue of Life.